# Герман Даль
Ге́рман Да́ль (нім. Herman Dahl; 27 квітня 1723 — 3 жовтня 1789) — російський державний діяч, економіст, митник. Народився в Аренсбурзі, Росія. Походив із родини німецьких робітників. Випускник Єнського і Галльського університетів. Вислужився завдяки своїм талантам і протекції ризького генерал-губернатора Джорджа Брауна. Обер-інспектор російських митниць в Ризі і Ризькій губернії (1765—1788), а згодом — усього північно-західного краю імперії. Консультант російської імператриці Катерини ІІ в питаннях торгівлі, митниці та інтеграції білоруських земель (1772—1778). Радник Казенної палати Санкт-Петербурзької губернії (1780—1788), фактичний голова російської митниці. Кавалер Ордена святого Володимира 3 ступеня, нобілітований за заслуги (1782). Надвірний радник (1763), статський радник (1780), дійсний статський радник (1786). Разом із курляндцями визначав російсько-курляндський кордон (1783). Помер холостяком у Ризі від хвороби.

## Імена
- Ге́рман Да́ль (нім. Herman Dahl[1])
- Ге́рман Ю́рійович Да́ль (рос. Герман Юрьевич Даль)[2].
- Ге́рман Ю́рійович фон Да́ль (рос. Герман Юрьевич фон Даль[2], нім. Herman von Dahl) — після отримання Ордену святого Володимира і нобілітації в 1782 році[3].

## Біографія

### Молоді роки
Герман Даль народився 27 квітня 1723 року в Аренсбурзі, в родині Юргена Даля і Анни-Катаріни Ліппе. За повідомленнями фон Гельбіга, секретаря саксонського посольства у Санкт-Петербурзі, він був незнатного походження, «сином робітника».
Даль отримав ґрунтовну освіту в Німеччині. Від 1740 року він навчався у Єнському університеті, а з 1742 року — в Галльському.
1763 року Даль проходив службу в Дюнамюндській фортеці, де працював дюнамюндським інспектором і мав чин надвірного радника. Він замався питаннями ризької торгівлі й митниці.
Того ж року, з ініціативи ризького генерал-губернатора Джорджа Брауна, за дозволом російського Сенату, Даль увійшов експертом до Ризької комерційної комісії. Результатом її роботи стало видання 1765 року Статуту Ризької комерції, що впорядковував торговельно-бізнесові питання міста Риги і губернії.

### Обер-інспектор
19 вересня 1765 року, указом Сенату за поданням імператриці Катерини ІІ, Даля призначили обер-інспектором (старшим-інспектором) Ризької митниці, з правом контролювати митні збори в естляндських Парнаві й Аренсбурзі. Таким чином він отримав контроль над митницею усієї Ризької губернії, а згодом — цілої російської Балтики.
1768 року Даль дав дозвіл російським купцям на торгівлю залізом в Ризі, а наступного року запровадив його атестацію і штрафи за неліквідний товар.
У січні 1772 року, після першого поділу Речі Посполитої, Катерина ІІ залучила Даля як свого консультанта з метою, аби він налагодив торгівлю у Ризі та білоруських областях, що були приєднані до Росії, — Псковській і Могилівській губерніях. Протягом наступних 5 років обер-інспектор регулярно відвідувати столицю, де давав поради імператриці й займався інтеграцією захоплених земель.

### Радник Казенної палати
30 березня 1780 року Даля призначили радником у митних справах до Казенної палати Санкт-Петербурзької губернії . Одночасно, його підвищили до статського радника. Після цього він переїхав до столиці, але залишив за собою посаду в Ризі за бажанням імператриці.
Даль не лише став головою митниці Санкт-Петербурга, але й фактично очолив митні справи цьолого Північно-західного краю імперії. Він готував нові тарифи, завідував кадровою політикою, тісно співпрацював із графом Олександром Воронцовим, головою російської Комерц-колегії.
1781 року Даль об'їхав із інспекційною поїздкою західний кордон Російської імперії. Він перевіряв роботу митниць, зокрема на теренах Білорусі, де виявив багато зловживань, порушень митного статуту і поганий відбір кадрів.
Протягом 1781 — 1782 років Даль, спільно з Воронцовим і Радищевим, розробляв новий генеральний митний тариф, який було затверджено 1782 року. За наказом Катерини ІІ він готував при Санкт-Петербурзькій митниці радників у митних справах і чиновників для губернських митниць.
1782 року імператриця нагородила Даля новоствореним орденом святого Володимира III ступеня, що надав права спадкового дворянства.
Навесні 1783 року Даль увійшов до російсько-курляндської комісії, яка мусила випрацювати договір про кордон і торгівлю між Росією і герцогством Курляндії і Семигалії. У цій комісії з російського боку також працював ризький сенатор Якоб-Йоганн фон Зіверс. Підсумком їхньої роботи стало укладання 10 (21) травня 1783 року російсько-курляндської конвенції, яка надавала права вільної торгівлі і вигоди росіянам у Курляндії.
1786 року Даль отримав чин дійсного статського радника. 1788 року він звільнився зі служби і помер 3 жовтня 1789 року в Ризі; за іншими даними — 21 липня 1789 року.

## Сімя
- Батько: Юрген Даль (?—?)[1]
- Мати: Анна-Катаріна Ліппе (?—?)[1]
- Дружини і дітей не мав.

## Нагороди
- Орден святого Володимира (III ступінь)[5].

### Монографії. Статті
- Завьялов, Д. А. Карьера таможенника в эпоху Екатерины Великой // Таможенная политика России на Дальнем Востоке. 2015, № 1 (70), С. 89—98.  [Архівовано 9 жовтня 2020 у Wayback Machine.]
- Степанов, В.П. Русское служилое дворянство второй половины XVIII века. Санкт-Петербург, 2000, С. 182 (гг. 71-203 72-105,208 73-93,203 74-107,236 75-105,239 76-122,275 77-126,340 78-126,368 79-120,430 80-116,467 81-138,419 82-134,466 83-146,480 84-137 85-137 86-121 87-130 88-121 89-114).

### Довідники
- Dahl, Hermann // Deutschbaltisches biographisches Lexikon 1710–1960. Köln-Wien, 1970, S. 155.
- Genealogisches Handbuch der baltischen Ritterschaften. Teil 4: Oesel, Görlitz, 1935, S. 475.
- RBS; Buchholtz, Fam. Schwanz, 623 u. 705.
- Erkardt, Livl. im 18. Jh., 517.
- Helbig, Russ. Günstlinge; Russkaja Searina 17 (1876), 1-20.
- Bienemann, Statthaleerschaftszeit, 102 ff.
- SB Riga 1910, 69.
- Даль, Герман Юрьевич фон // Русский биографический словарь А. А. Половцова. Санкт-Петербург, 1905. Т. 6, С. 42.